# Welfi (starija dinastija)
Welfi su bili franačka plemićka obitelj povezana s Karolinzima. 

## Genealogija
Prema obiteljskoj tradiciji, Welfi potječu od princa Edeka, koji je bio vjeran Atili Hunu. Povijesno gledano, predak Welfa bio je franački plemić Ruthard, službenik kralja Pipina Mlađeg. Grof Hwelf bio je član obitelji te se čini da je obitelj nazvana po njemu. Hwelf je bio oženjen Hedvigom, a postao je otac Judite Bavarske, prve supruge cara Ludviga Pobožnog (Luj I.). Hwelfova je druga kći bila Ema Altdorfska, kraljica Istočne Franačke, dok su sinovi bili Rudolf i Konrad.
Hwelfov sin Konrad postao je predak burgundskih kraljeva. Značajna članica Welfa bila je i Gizela Burgundska, pripadnica burgundske grane.
Za mlađu lozu, pogledajte „Welfi“.